# Zvonimir Puljić
Zvonimir Puljić (Split, 3. listopada 1947. – Bol, 1. rujna 2009.), hrvatski proljećar, saborski zastupnik (HDZ) i gradonačelnik Splita od 30. svibnja 2005. do 2007. godine. Po struci je bio diplomirani inženjer elektrotehnike.
Politikom se bavio od 1971. godine, od vremena hrvatskog proljeća, čijim je bio aktivnim sudionikom. Bio je jednim od čelnika studentskog pokreta u Splitu.
Diplomirao je elektrotehniku.  Radio je u nekoliko hrvatskih gospodarskih divova: u INA-i, Brodomerkuru i Nikoli Tesli.
Samostalna višestranačka Hrvatska bilo je ono što je želio.  Otkako je Hrvatska pošla putem osamostaljivanja, Puljić je bio uključen u stvaranje takve suvremene Hrvatske.  U tim je prvim godinama obnašao razne odgovorne dužnosti.  Kad se Hrvatska osamostalila, bio je predsjednikom Izvršnog vijeća ondašnje Općine Split te predsjednikom Kriznog štaba.  Bio je od 1996. do 1997. godine. i povjerenikom Vlade za oslobođeni hrvatski grad Knin.  Predsjedavao je Gradskim vijećem Grada Splita 2001. – 2002., a gradonačelnikovao je od 2005. do 2007. godine.
Ostavku na mjesto gradonačelnika je podnio 2007. nakon sukoba s koalicijskim partnerom, Listom Velog Mista.

Preminuo je u Bolu na Braču 1. rujna 2009.